# Eugeniusz Januła
Eugeniusz Wojciech Januła (ur. 1 listopada 1948 w Bielsku) – polski polityk, nauczyciel i publicysta, wojskowy, poseł na Sejm II kadencji.

## Życiorys
W 1972 ukończył studia w Wyższej Szkole Wychowania Fizycznego we Wrocławiu. W 1975 został absolwentem historii na Wydziale Nauk Społecznych Uniwersytetu Śląskiego. Był wojskowym, służył w jednostkach pancernych i powietrznodesantowych, dochodząc do stopnia pułkownika.
W latach 1993–1997 sprawował mandat posła na Sejm II kadencji. Został wybrany w okręgu sosnowieckim z listy Unii Pracy. Ugrupowanie to opuścił w trakcie kadencji, współtworząc koło poselskie i niewielkie ugrupowanie pod nazwą Nowa Demokracja. W 2001 bez powodzenia kandydował do Senatu z własnego komitetu. Został przewodniczącym lokalnej organizacji pozarządowej pod nazwą Stowarzyszenie „Polska-Europa XXI”, objął stanowisko wiceprzewodniczącego Federacji Rezerwistów WP. Autor publikacji w „Przeglądzie”<refEugeniusz Januła. tygodnikprzeglad.pl. [dostęp 2025-02-12].</ref>.
W 2000 otrzymał Krzyż Kawalerski Orderu Odrodzenia Polski.